# Anthracoidea intercedens
Anthracoidea intercedens är en svampart som beskrevs av Nannf. 1979. Anthracoidea intercedens ingår i släktet Anthracoidea och familjen Anthracoideaceae.   Inga underarter finns listade i Catalogue of Life.